# Wachet auf, ruft uns die Stimme (koraal)
Wachet auf, ruft uns die Stimme is een bekend Duitstalig koraal, geschreven door Philipp Nicolai in 1599. Het koraal bestaat uit drie verzen van elk elf regels.
De tekst van het koraal verwijst naar de gelijkenis van de vijf dwaze en de vijf wijze meisjes, uit Matteüs 25 en naar de profetie van Jesaja. Het koraal wordt vaak aan het einde van het kerkelijk jaar gezongen.
Johann Sebastian Bach gebruikte dit koraal als basis voor zowel zijn gelijknamige cantate  (BWV 140) als voor een van de Schüblerkoralen.

## Tekst
"Wachet auf," ruft uns die Stimme

Der Wächter sehr hoch auf der Zinne,

"Wach auf du Stadt Jerusalem!

Mitternacht heißt diese Stunde!"

Sie rufen uns mit hellem Munde:

"Wo seid ihr klugen Jungfrauen?

Wohlauf, der Bräutigam kommt,

Steht auf, die Lampen nehmt!

Halleluja!

Macht euch bereit

zur Hochzeitsfreud;

Ihr müsset ihm entgegen gehen!"
Zion hört die Wächter singen,

Das Herz tut ihr vor Freuden springen,

Sie wachet und steht eilend auf.

Ihr Freund kommt vom Himmel prächtig,

Von Gnaden stark, von Wahrheit mächtig;

Ihr Licht wird hell, ihr Stern geht auf.

Nun komm, du werte Kron,

Herr Jesu, Gottes Sohn!

Hosianna!

Wir folgen all

zum Freudensaal

Und halten mit das Abendmahl.
Gloria sei dir gesungen

Mit Menschen- und mit Engelzungen,

Mit Harfen und mit Zimbeln schon.

Von zwölf Perlen sind die Tore

An deiner Stadt, wir stehn im Chore

Der Engel hoch um deinen Thron.

Kein Aug hat je gespürt,

Kein Ohr hat mehr gehört

Solche Freude.

Des sind wir Froh,

Io,io!

Ewig in dulci jubilo.